# Castello di Pfeffingen
Il Castello di Pfeffingen (in tedesco Ruine Pfeffingen) è un castello nel comune di Pfeffingen del cantone di Basilea Campagna in Svizzera. È un sito del patrimonio svizzero di importanza nazionale.
Il castello di Pfeffingen è una delle rovine più grandi del cantone di Basilea Campagna. L'area intorno ad Aesch e Pfeffingen era originariamente sede di una corte reale della Franconia. Tuttavia, non sono rimasti resti di quel periodo. Nel 1135 è citato per la prima volta il Notker von Pfeffingen, probabilmente imparentato con il conte von Saugers.
Alla fine del XII secolo il castello di Pfeffingen passò ai conti di Thierstein che ne presero possesso come centro di potere insieme al castello di Dorneck. Nel 1212 viene menzionata per la prima volta una famiglia di Schaffner von Pfeffingen, che abitava nel castello. A metà del XIII secolo, il castello fu completamente ricostruito. A questo periodo risalgono la cortina muraria e la grande torre residenziale. Nel 1335 il vescovo di Basilea assediò il castello senza successo.
Nel 1356 il terremoto di Basilea danneggiò anche il castello di Pfeffingen. Quando i Conti di Thierstein-Pfeffingen cercarono di espandere il loro dominio, entrarono in conflitto con la città di Basilea, e nel 1376 l'esercito di Basilea assediò con successo il castello e lo incendiò. Il castello fu successivamente restaurato.
Nel XV secolo Pfeffingen fu conquistata più volte nelle guerre tra gli eserciti svizzeri e la casa austriaca degli Asburgo (durante la Vecchia Guerra di Zurigo). Nel 1520 Basilea occupò con circa duecento uomini il castello, rivendicato anche da Soletta. Il castello, pesantemente danneggiato dalle numerose guerre, andò in rovina. Nel 1571 fu costruito una nuova ala residenziale in sostituzione della vecchia torre residenziale, e nella parte orientale del complesso furono costruiti una porta difesa dalla torre e un ponte.
Durante la Guerra dei Trent'anni, il castello fu occupato dalle truppe svedesi guidate da Bernardo di Sassonia-Weimar nel 1637 e - solo undici anni dopo - fu consegnato (in pessime condizioni) al vescovo. Intorno al 1750, il castello fu definitivamente ceduto dalla famiglia Blarer von Wartensee, che si trasferì nel castello di Aesch. In seguito, un eremita visse temporaneamente nel castello. Nel 1761 il castello fu messo all'asta per la demolizione e poi cadde in rovina rapidamente.
Dal 1941 le imponenti rovine del castello appartengono al cantone di Basilea Campagna. Le rovine sono state ampiamente ristrutturate tra il 2013 e il 2017 dal cantone di Basilea Campagna per circa 7,2 milioni di franchi svizzeri. L'obiettivo del lavoro era riparare i danni esistenti e preservare la struttura storica. Le estese rovine hanno al centro i resti della possente torre residenziale. Inoltre sono presenti resti di diverse torri, porte, vari edifici e la cortina muraria. La riapertura ufficiale è avvenuta il 13 agosto 2017 e da allora il complesso è di nuovo completamente accessibile ai visitatori.